# Diocese de Kabwe
A Diocese de Kabwe (em latim: Dioecesis Kabvensis) é uma diocese da Igreja Católica Romana localizada em Kabwe, Zâmbia.

## Território
A diocese é composta pelos seguintes distritos da Província Central da Zâmbia: Chisamba, Kabwe, Kapiri Mposhi, Mkushi, Chibombo e Serenje.
A sé está localizada na cidade de Kabwe, onde está localizada a Catedral do Sagrado Coração de Jesus.
O território está dividido em 31 paróquias.

## História
A diocese foi criada em 29 de outubro de 2011, pela bula Papal Cum nuper do Papa Bento XVI, tomando territórios das dioceses de Mpika e Lusaka.
Em 18 de junho de 2024, passa a fazer parte da província eclesiástica da recém elevada Arquidiocese de Ndola.

## Bispos[1]
- Clemente Mulenga, S.D.B., desde 29 de outubro de 2011

## Estatísticas
Na data de criação, a diocese contava com 138.810 batizados em uma população de 1.078.334 pessoas, o que representa 12,9%.